# Karel Kachyňa
Karel Kachyňa (1. května 1924 Vyškov – 12. března 2004 Říčany) byl český filmový režisér a scenárista.

## Život
Jako syn často překládaného státního úředníka strávil dětství do čtyř let ve Vyškově,
pak čtyři roky v Dačicích a nakonec v Kroměříži, kde se stal vládní rada Kachyňa okresním hejtmanem a v roce 1934 i prvním místopředsedou nově ustanovené místní skupiny Masarykovy letecké ligy na kroměřížském letišti. V letech 1947 až 1951 studoval FAMU. Nejprve se věnoval tvorbě dokumentů, později už výhradně režírování filmů a do jisté míry i televizních seriálů.
V polovině padesátých let se proslavil filmy Král Šumavy a Práče, později se jeho tvorba přiblížila k tvorbě české nové vlny (Ať žije republika, Kočár do Vídně nebo Ucho). Mnohé z nich vznikly ve spolupráci se scenáristou Janem Procházkou. Kachyňovy filmy ze šedesátých let byly často výrazně kritické vůči komunistickému režimu (Ucho, Noc nevěsty) a proto byly po nástupu normalizace zakázány. Kachyňa byl nucen točit filmy vyhovující svým obsahem vládnoucí komunistické moci. Přesto i jeho tvorba ze sedmdesátých a osmdesátých let zpravidla výrazně převyšuje dobový průměr. Mnohé z jeho filmů také rozhodně patří k nejlepším českým a československým filmům vůbec (Ucho, Zlatí úhoři, Smrt krásných srnců, Pozor vizita a Kráva) a to přesto, že měly často omezený rozpočet či byly původně určeny pouze pro televizní obrazovky.
V roce 1999 převzal Karel Kachyňa na MFF Karlovy Vary zvláštní cenu za dlouholetý přínos světové kinematografii. V roce 1995 také získal ocenění Český lev za dlouholetý umělecký přínos českému filmu. V roce 2002 získal na Zlín Film Festivalu ocenění Zlatý střevíček za mimořádný přínos kinematografii pro děti a mládež. V letech 1999 až 2004 působil jako prezident České filmové a televizní akademie.

## Umělecký profil
Největší devizou Karla Kachyni je přesné a výrazné postižení psychologie postav. Často zachycuje zdánlivou banalitu, běžné lidské osudy. Zajímá jej svět outsiderů a ztroskotanců. Naopak je mu vzdálena veškerá glorifikace a okázalost. Kachyňa prakticky nikdy nezfilmoval klasický životopisný film líčící životy významných osobnosti. Výjimkou je postava Alexandra Dumase. Ani tu ovšem nezveličuje, ale popisuje zcela nesentimentálně. Jeho filmy se často odehrávají v nemocničním prostředí (Pozor, vizita!, Sestřičky, Počítání oveček). Zvláštní roli v nich hraje také líčení dětství, prvních lásek a citové nezralosti (Duhová kulička, Vlak dětství a naděje, Městem chodí Mikuláš, Lásky mezi kapkami deště). Mnohé válečné filmy zpracovávají složitou a ne jednoznačnou problematiku vztahu k nepříteli (Kočár do Vídně). Přestože mnoho Kachyňových opusů obsahuje komediální prvky, je jejich vyznění zpravidla spíše smutné. Souhrnně lze jeho tvorbu charakterizovat jako lyrická komorní psychologická dramata. Výrazné je zde soucítění s postavami a hledání kořenů, které je formovaly. Velmi časté je proto také zpracování námětů z nedávné minulosti, například z období druhé světové války či z padesátých let.
Základní režijní metodou Karla Kachyni je chronologické řazení jednotlivých, zdánlivě izolovaných scén, mnohdy líčených v poměrně rychlém tempu, které teprve postupně tvoří základní dějovou linku. Sám režisér nehodnotí. Jako by byl pouhým pozorovatelem, či spíše kladečem otázek. Využívá přitom zpravidla výrazného střihu a kontrastního střídání komična a tragických situací. Touto metodou, běžnou při tvorbě dokumentů, Kachyňa navazuje na své dokumentaristické počátky.

## Filmografie

### Režie
- 1950 – Za život radostný
- 1950 – Věděli si rady
- 1950 – Není stále zamračeno
- 1952 – Neobyčejná léta
- 1953 – Lidé jednoho srdce
- 1954 – Z čínského zápisníku
- 1954 – Stará čínská opera
- 1954 – Dnes večer všechno skončí
- 1956 – Ztracená stopa
- 1956 – Křivé zrcadlo
- 1957 – Pokušení
- 1957 – Mistrovství světa leteckých modelářů
- 1958 – Tenkrát o Vánocích
- 1958 – Město má svou tvář
- 1958 – Čtyřikrát o Bulharsku
- 1959 – Král Šumavy
- 1960 – Práče
- 1961 – Pouta
- 1962 – Trápení
- 1963 – Závrať
- 1963 – Naděje
- 1964 – Vysoká zeď
- 1965 – Ať žije republika
- 1966 – Kočár do Vídně
- 1967 – Noc nevěsty
- 1968 – Vánoce s Alžbětou
- 1968 – Naše bláznivá rodina, spolu s r. Janem Valáškem)
- 1969 – Směšný pán
- 1970 – Už zase skáču přes kaluže
- 1970 – Ucho
- 1971 – Tajemství velikého vypravěče
- 1972 – Vlak do stanice Nebe
- 1973 – Legenda
- 1973 – Láska
- 1974 – Pavlínka
- 1974 – Horká zima
- 1974 – Robinsonka
- 1975 – Škaredá dědina
- 1976 – Malá mořská víla
- 1975 – Bratři
- 1977 – Smrt mouchy
- 1977 – Setkání v červenci
- 1977 – Čekání na déšť
- 1979 – Zlatí úhoři
- 1979 – Lásky mezi kapkami deště
- 1980 – Cukrová bouda
- 1981 – Pozor, vizita!
- 1981 – Počítání oveček
- 1982 – Velký případ malého detektiva a policejního psa Kykyna
- 1982 – Fandy, ó Fandy
- 1983 – Sestřičky
- 1986 – Smrt krásných srnců
- 1986 – Dobré světlo
- 1987 – Duhová kulička
- 1987 – Kam, pánové, kam jdete?
- 1988 – Oznamuje se láskám vašim
- 1988 – Blázni a děvčátka
- 1989 – Vlak dětství a naděje (televizní seriál)
- 1991 – Poslední motýl
- 1992 – Městem chodí Mikuláš
- 1994 – Prima sezóna (televizní seriál)
- 1994 – Kráva
- 1995 – Fany
- 1998 – Tři králové (televizní seriál)
- 1999 – Hanele
- 2001 – Otec neznámý aneb Cesta do hlubin duše výstrojního náčelníka (televizní film)
- 2002 – Kožené slunce (televizní film)
- 2003 – Cesta byla suchá, místy mokrá (televizní film)

### Herec
- 1988 – Nejistá sezóna (r. Ladislav Smoljak)
- 1991 – Obecná škola (r. Jan Svěrák)